# Молчанов, Альберт Макарьевич
Альбе́рт Мака́рьевич Молча́нов (14 июня 1928, Середа — 23 июня 2011, Москва) — советский и российский математик, педагог. Ученик И. М. Гельфанда, А. Я. Хинчина, М. В. Келдыша и Н. В. Тимофеева-Ресовского. Автор более 200 научных работ в области функционального анализа, газодинамики, теории устойчивости, нелинейных колебаний и математического моделирования биологических процессов и систем. Основные научные результаты: критерий дискретности спектра оператора Шрёдингера (критерий Молчанова, 1952); расчёт точечного взрыва в неоднородной атмосфере (численное решение, совместно с К. И. Бабенко и В. В. Русановым, 1955), условие устойчивости нелинейных систем, нейтральных в линейном приближении (теорема Молчанова, 1961), гипотеза о роли колебательных процессов в эволюции (1967), гипотеза резонансной структуры Солнечной системы (гипотеза Молчанова, 1968), математическая модель иммунитета (1970), эргодическая гипотеза сукцессии (1975). Организатор и директор Научно-исследовательского вычислительного центра АН СССР — Института математических проблем биологии РАН (1972—1998). Организатор одиннадцати Всесоюзных школ по математическому моделированию сложных биологических систем (1974—1992).

## Биография

### Ранние годы
А. М. Молчанов родился 14 июня 1928 г. в городе Середа Ивановской области. Отец — Молчанов Макарий Михайлович (1906—1969), мастер ткацкой фабрики, затем военный химик; мать — Молчанова (Куницына) Александра Георгиевна (1905—1954), портниха. В 1935 г. семья переехала в Москву в связи с направлением М. М. Молчанова на учёбу в Военно-химическую академию РККА. В Москве А. М. Молчанов учился в школе № 356. В 1941 г. семья эвакуировалась в г. Фурманов, где А. М. Молчанов в течение года учился в школе № 1. Затем семья переехала в Ташкент, где А. М. Молчанов сначала учился в 9 классе школы № 118, а летом 1943 г. поступил на Подготовительные курсы Среднеазиатского индустриального института, где экстерном окончил курс средней школы. В сентябре 1943 г. он вернулся в Москву.

### Годы учёбы
В 1943—1948 гг. А. М. Молчанов — студент механико-математического факультета МГУ им. М. В. Ломоносова. Член ВЛКСМ с 1944 г. Был Сталинским стипендиатом, окончил университет с красным дипломом (1948), тема дипломной работы: «Метрические свойства риманова пространства» (научный руководитель И. М. Гельфанд).
С 1948 по 1951 гг. А. М. Молчанов обучался в аспирантуре НИИ механики и математики МГУ. Одновременно работал: с 1948 по 1950 гг. — инженер 4-й лаборатории, затем 16-го отдела НИИ-885 Министерства промышленности средств связи СССР. С 1950 по 1952 гг. — младший научный сотрудник, затем научный сотрудник Математического института им. В. А. Стеклова АН СССР (МИАН). Кандидат физико-математических наук (1952), тема диссертации: «Критерий дискретности спектра дифференциального уравнения второго порядка» (научный руководитель И. М. Гельфанд).

### Научная деятельность
На основании Постановления Совета Министров СССР № 1552-774сс/оп, 2 июля 1952 г. А. М. Молчанов был переведён в Институт физических проблем им. С. И. Вавилова АН СССР. Здесь, работая в должности младшего научного сотрудника и заместителя заведующего вычислительной лабораторией, он принимал участие в расчётных работах по термоядерному проекту.
1 марта 1954 г. А. М. Молчанов был переведён в Отделение прикладной математики Математического института им. В. А. Стеклова АН СССР (ОПМ МИАН), где работал в отделе, которым руководил К. И. Бабенко. Занимал должности младшего научного сотрудника (1954—1957) и старшего научного сотрудника (1957—1972). Здесь в 1950-е гг. А. М. Молчанов продолжал участвовать в работах по математическому обеспечению создания водородной бомбы, в частности — в решении задачи расчёта точечного взрыва в неоднородной атмосфере. Продолжал заниматься функциональным анализом. Затем в 1960-е гг. проводил исследования в области устойчивости нелинейных систем, а также разработал гипотезу резонансной структуры Солнечной системы. Старший научный сотрудник по специальности «Математика» (1956). Доктор физико-математических наук (1964), тема диссертации: «Об устойчивости нелинейных систем».
В 1966 г. А. М. Молчанов организовал Математическую лабораторию в Институте биологической физики (ИБФ) АН СССР в Научном центре биологических исследований (НЦБИ) АН СССР в г. Пущино и заведовал этой лабораторией на общественных началах до 1972 г. В этот период центром научных интересов А. М. Молчанова становятся колебательные процессы в химических и биологических системах. В частности, им была предложена гипотеза о роли колебательных процессов в эволюции и математическая модель иммунитета.
Во второй половине 1960-х гг. у А. М. Молчанова и его единомышленников (С. Э. Шноль, Э. А. Лямин и др.) возникла идея создания научного учреждения, специализирующегося на разработке математических методов для биологических исследований. В 1970 г. директор НЦБИ АН СССР Г. К. Скрябин поручил А. М. Молчанову организацию в Пущине вычислительного центра. Весной 1972 г., на основании Постановления Президидиума АН СССР № 207 от 17 февраля 1972 г. и при поддержке М. В. Келдыша, был организован Научно-исследовательский вычислительный центр (НИВЦ) АН СССР. 12 мая 1972 г. А. М. Молчанов был назначен исполняющим обязанности директора НИВЦ АН СССР, а 22 февраля 1973 г. стал его директором. В 1970—1990-е гг. в центре научных интересов А. М. Молчанова находится методология математического моделирования биологических систем.
В 1992 г. НИВЦ АН СССР был преобразован в Институт математических проблем биологии (ИМПБ) РАН. А. М. Молчанов являлся его директором до 22 мая 1998 г. Летом 1998 г. заведовал Отделом перспективных информационных технологий ИМПБ РАН. С 30 июля 1998 г. до конца жизни — главный научный сотрудник ИМПБ РАН. В этот период А. М. Молчанов возвращается к работам в области функционального анализа.

### Педагогическая деятельность
А. М. Молчанов вёл активную педагогическую работу. С 1951 по 1959 гг. работал на кафедре математического анализа мехмата МГУ: до 1957 г. ассистентом, затем доцентом. Кафедрой в те годы заведовал А. Я. Хинчин. Здесь А. М. Молчанов читал лекции для потока биофизиков, руководил курсовыми работами 2-го курса, а также практическими занятиями на вечернем отделении. Кроме того, в 1955—1956 гг. он работал ассистентом кафедры теории функций и функционального анализа мехмата МГУ.
С 1964 по 1977 гг. А. М. Молчанов преподавал на кафедре высшей математики Московского физико-технического института (первые два года — в должности доцента, затем — профессора). Здесь он читал курс лекций «Обыкновенные дифференциальные уравнения», а также спецкурс «Нелинейные колебания» для студентов старших курсов и аспирантов. Руководил научно-исследовательским семинаром по нелинейным колебаниям. Профессор по кафедре (1968).
С 1993 по 1994 гг. А. М. Молчанов — проректор по научной работе Пущинского государственного университета (ПущГУ). Организатор Учебного центра математической биологии ПущГУ и его декан с 1994 по 2005 гг. Руководитель магистерской программы «Моделирование биологических систем» ПущГУ (1994—2011), профессор ПущГУ (1993—2011). Читал три курса: «Макроанализ», «Математические модели в биологии» и «Экстремальные задачи в биологии».
Подготовил 21 кандидата наук, четверо из которых защитили затем докторские диссертации. Являлся членом диссертационных советов в Институте прикладной математики АН СССР (1967—1975) и Серпуховском высшем военном командно-инженерном училище ракетных войск им. Ленинского комсомола (1989—2005).

### Научно-организаторская деятельность
А. М. Молчанов известен научно-организаторской деятельностью. Помимо создания Математической лаборатории ИБФ АН СССР, НИВЦ АН СССР, Учебного центра математической биологии ПущГУ и руководства ими, он являлся председателем математической секции Научного совета по проблемам биосферы АН СССР (1973—1994) и руководителем рабочей группы по математическому моделированию и системному анализу Советского комитета по программе ЮНЕСКО «Человек и биосфера» (1975—1985). Кроме того, А. М. Молчанов был членом редколлегий ежегодника «Системные исследования» (1969—1972) и книжной серии «Современные проблемы биосферы» (1978—1994), выходивших в издательстве «Наука». В 1970—1980-е гг. он участвовал в деятельности Совета по автоматизации научных исследований Президиума АН СССР в рамках работ по автоматизации биологических исследований.

### Участие в научных конференциях

#### Всесоюзные школы по математическому моделированию сложных биологических систем
А. М. Молчанов являлся организатором и вдохновителем одиннадцати Всесоюзных школ по математическому моделированию сложных биологических систем (II—XII школы, 1974—1992) .
| Номер школы | Год          | Место проведения                                                 |
| ----------- | ------------ | ---------------------------------------------------------------- |
| I           | Март 1973    | п. Мозжинка, Одинцовский р-он, Московская обл.                   |
| II          | Март 1974    | г. Ивантеевка, Московская обл.                                   |
| III         | Январь 1975  | г. Пущино, Московская обл.                                       |
| IV          | Февраль 1976 | п. Мозжинка, Одинцовский р-он, Московская обл.                   |
| V           | Февраль 1977 | п. Мозжинка, Одинцовский р-он, Московская обл.                   |
| VI          | Март 1978    | Пансионат «Ёлочки», с. Левково, Пушкинский р-он, Московская обл. |
| VII         | Февраль 1980 | Пансионат «Зеленоградский», Пушкинский р-он, Московская обл.     |
| VIII        | Апрель 1983  | п. Мозжинка, Одинцовский р-он, Московская обл.                   |
| IX          | Апрель1984   | с. Велегож, Заокский р-он, Тульская обл.                         |
| X           | Март 1986    | с. Велегож, Заокский р-он, Тульская обл.                         |
| XI          | Апрель 1989  | п. Мозжинка, Одинцовский р-он, Московская обл.                   |
| XII         | Апрель 1992  | г. Ростов, Ярославская обл.                                      |

#### Другие конференции
А. М. Молчанов участвовал во многих научных национальных и международных совещаниях, среди которых выделяются: Конференция по общим и прикладным вопросам теоретической астрономии (Москва, 1961); Симпозиум по динамике спутников (Париж, 1962); Конференция по общим вопросам небесной механики и астродинамики (Москва, 1967); Совместный советско-американский симпозиум по дифференциальным уравнениями с частными производными (Новосибирск, 1963); Международные конгрессы математиков (Москва, 1966; Ницца, 1970); Всесоюзные симпозиумы по колебательным процессам в биологических и химических системах (Пущино, 1966, 1970); Встреча-дискуссия «Системный подход в современной биологии» (Москва, 1968); II Советско-американский симпозиум по всестороннему анализу окружающей среды (Гонолулу, 1975); Республиканские конференции «Математические методы в биологии» (Кацивели, 1976, 1979, 1982); Всесоюзные / Всероссийские школы-семинары «Современные проблемы математического моделирования» (Абрау-Дюрсо, 1983—1999); Международные конференции «Математика. Компьютер. Образование» (Пущино, 1994, 1997; Дубна, 1998).
Являлся почётным сопредседателем Международных конференций «Математическая биология и биоинформатика» (Пущино, 2006, 2008) и Национальной конференции «Математическое моделирование в экологии» (Пущино, 2009).

### Семья
Жена — Шишловская Гулли Александровна (1925—2005), в 1949 г. окончила механико-математический факультет МГУ, астрономическое отделение на базе Государственного астрономического института им. П. К. Штернберга (ГАИШ), специальность «звёздный астроном». 
- Сын — Молчанов Владимир Альбертович (р. 1952);
- дочь — Молчанова Дина Альбертовна (р. 1963), научный сотрудник ИМПБ РАН, кандидат физико-математических наук.

### Смерть
А. М. Молчанов скончался 23 июня 2011 года в Москве после тяжёлой продолжительной болезни. Похоронен на московском Перепечинском кладбище.

## Награды
Орден «Знак Почёта» (1956), медаль «Ветеран труда» (1984), медаль «В память 850-летия Москвы» (1997), орден Дружбы (1999).
Почётный гражданин г. Пущино (2003).

## Память
Вычислительный комплекс «Макарьич», установленный на факультете биоинженерии и биоинформатики МГУ в 2011 году, назван так в память об А. М. Молчанове.